# Aaron McIntosh
Aaron McIntosh (ur. 7 stycznia 1972 w Auckland) – nowozelandzki żeglarz sportowy. Brązowy medalista olimpijski z Sydney.
Brał udział w dwóch igrzyskach (IO 96, IO 00). W 1996 zajął czwarte miejsce w klasie Mistral, cztery lata później był trzeci. Trzykrotnie zostawał mistrzem świata (1994, 1997 i 1998), trzykrotnie był drugi (1992, 1993, 2000) i raz trzeci (1995). W późniejszych latach startował w klasie Tornado.